# 골목대장
"골목대장"은 1979년에 개봉한 대한민국의 영화이다.

## 캐스팅
- 이영수
- 양재원
- 김안식
- 곽준호
- 김운희
- 황해
- 최남현
- 김남일
- 이인옥
- 장순자
- 오희찬
- 장병희
- 윤필중
- 강인태
- 강문희
- 이명찬
- 이주호
- 박승하
- 조명현
- 윤동림
- 이상희
- 김지영
- 김옥경
- 김미영
- 차정수
- 곽준경
- 이선영
- 박선영
- 정희섭
- 양춘
- 장훈
- 김기범
- 손전
- 최준
- 박병기